# 主値
複素解析において、関数値として複数の複素数を取る多価関数を考えるとき、関数の主値（しゅち、英: principal value）とはその関数の分枝から取られる値のことである。多価関数の値を主値に限定することで、一価の関数となる。

## 必要性
複素対数関数 log z は、一つの複素数 z を以下を満たす複素数 w に移す関数である。
{\displaystyle e^{w}=z\,\!}
例えば、{\displaystyle \log i} の値を計算しようとすると、以下の方程式を満たす解として w を求めることになる。
{\displaystyle e^{w}=i\,\!}
オイラーの公式から、{\displaystyle i\pi /2} が一つの解であることは明らかであるが、解はそれだけでない。
関数の引数とした点 {\displaystyle (0,i)} の複素平面上での位置を考えると、解が複数あることが分かる。{\displaystyle (1,0)} から反時計回りに {\displaystyle \pi /2} ラジアンだけ回転した点が {\displaystyle (0,i)} になるが、ここからさらに {\displaystyle 2\pi } 回転すると、また {\displaystyle (0,i)} になる。したがって{\displaystyle i(\pi /2+2\pi )} も {\displaystyle \log i} の値であると考えることができ、また {\displaystyle 2\pi } だけでなく、その整数倍を加えたものはすべて、この関数の値と考えることができる。
しかし実数関数の場合と比較すると、これには違和感がある。つまり {\displaystyle \log i} の値は一意に定まらない、ということである。log z は、k を任意の整数として
{\displaystyle \log {z}=\ln {|z|}+i\left(\mathrm {arg} \ z+2\pi k\right)}
と書ける。k の値は分岐点として知られ、多価関数が一価になる点を決めることになる。
ここで k = 0 に相当する分枝を主枝、この主枝において関数が取る値を主値と呼ぶ。

## 一般化
一般に f(z) が多価関数のとき、f の主値を
{\displaystyle \mathrm {pv} \ f(z)}
と書き表す。これは、f の定義域内の複素数 z について一価の関数となる。

### 主な関数の主値
複素数を取る初等関数は、定義域内で領域によっては多価となる。主値を取るのが簡単な形の関数に分解することで、その主値を決めることができる場合がある。

#### 対数関数
対数関数の例は上述したが、その形は
{\displaystyle \log {z}=\ln {|z|}+i\left(\mathrm {arg} \ z\right)}
である。ここで {\displaystyle \mathrm {arg} \ z} が多価である。この偏角の取りうる範囲を {\displaystyle -\pi <\mathrm {arg} \ z\leq \pi } に限定すれば、その偏角における関数の値を主値として取ることができる。このときの（範囲の限定された）偏角を、大文字を使って {\displaystyle \mathrm {Arg} \ z} と書く。関数の定義に {\displaystyle \mathrm {arg} \ z} の代わりに {\displaystyle \mathrm {Arg} \ z} を使うことで、対数関数が一価になり、
{\displaystyle \mathrm {pv} \ \log {z}=\mathrm {Log} \ z=\ln {|z|}+i\left(\mathrm {Arg} \ z\right).}
と書くことができるようになる。

#### 指数関数
{\displaystyle \alpha } を複素数（{\displaystyle \alpha \in \mathbb {C} }）とするときの指数 {\displaystyle z^{\alpha }\,} について考えるとき、一般には zα を eα log z として定義する。ここで Log でなく log を使うと、eα log z は多価関数となる。Log を使えば以下の形で zα の主値を取ることができる。
{\displaystyle \mathrm {pv} \ z^{\alpha }=e^{\alpha \mathrm {Log} \ z}}

#### 平方根
複素数 {\displaystyle z=re^{\phi i}\,} の平方根の主値は以下のようになる。
{\displaystyle \mathrm {pv} {\sqrt {z}}={\sqrt {r}}\,e^{i\phi /2}}
ここで偏角は {\displaystyle -\pi <\phi <\pi \,} の範囲である。

#### 複素数の偏角

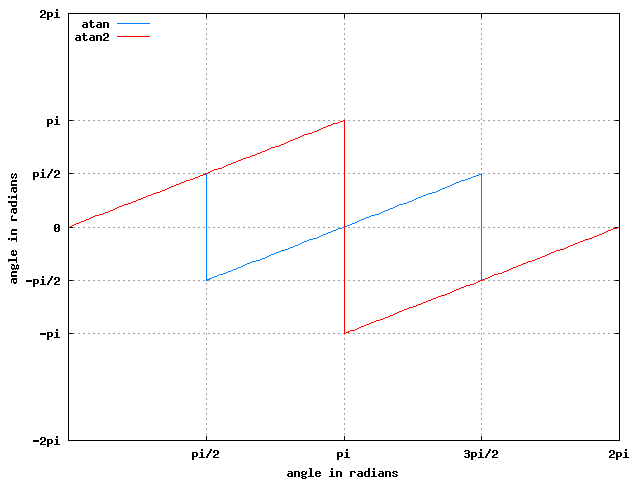
atan と atan2 の比較

ラジアンで表される複素数の偏角の主値は、以下のどちらかで定義されることが多い。
- {\displaystyle [0,2\pi )}
- {\displaystyle (-\pi ,\pi ]}

逆正接関数をプロットすれば、これらの値を見ることができる。
- atan2：{\displaystyle (-\pi ,\pi ]} の範囲
- atan：{\displaystyle [-\pi /2,\pi /2)} の範囲